# Matarnia
Matarnia (in tedesco: Mattern) è una frazione di Danzica, situata nella parte occidentale della città polacca.